# ŠD Novo mesto
ŠD Novo mesto – słoweński klub szachowy z Novego mesta.

## Historia
Klub został założony w 1946 roku jako sekcja FD Novo mesto. W 1950 roku klub usamodzielnił się. W 1973 roku zespół wygrał 1. ligę słoweńską (drugi poziom). Rok później członek klubu, Rudolf Osterman, zajął trzecie miejsce w mistrzostwach Słowenii. W sezonie 1983 klub zajął czwarte miejsce w mistrzostwach Słowenii. Po rozpadzie Jugosławii ŠD Novo mesto występował w 1. slovenskiej lidze, a w połowie lat 90. – w 2. W 1997 roku zespół powrócił do 1. ligi. W 2007 roku zespół uzyskał awans do Državnej članskiej ligi, a czołową zawodniczką klubu była wówczas Anna Uszenina. W sezonie 2008 klub zajął przedostatnie miejsce w najwyższej lidze słoweńskiej i spadł. W 2011 roku zespół ponownie uzyskał awans do Državnej članskiej ligi, z takimi zawodnikami w składzie jak Darja Kapš i Indira Bajt. W 2013 roku szachiści klubu zajęli czwarte miejsce w mistrzostwach kraju. W sezonie 2016 zespół zdobył wicemistrzostwo Słowenii, ulegając jedynie ŽŠK Maribor. W kadrze drużyny znajdowali się wówczas m.in. Marin Bosiočić i Saša Martinović. W latach 2017–2018 klub zajmował czwartą pozycję w lidze, a w roku 2019 – piątą. W 2021 roku klub ponownie uzyskał czwarte miejsce. W 2022 roku zespół nie przystąpił do rozgrywek Državnej članskiej ligi.